# Lúka
Lúka je naseljeno mjesto u okrugu Nové Mesto nad Váhom u  Trenčínskom kraju u Slovačkoj.

## Stanovništvo
| Godina:     | 1993. | 2003.   | 2013.    | 2023.    |
| ----------- | ----- | ------- | -------- | -------- |
| Broj ljudi: | 550   | 570     | 638      | 723      |
| Razlika:    |       | +3,63 % | +11,92 % | +13,32 % |

| Godina:     | 2022. | 2023.   |
| ----------- | ----- | ------- |
| Broj ljudi: | 721   | 723     |
| Razlika:    |       | +0,27 % |

Prema podacima o broju stanovnika iz 2023. godine naselje je imalo 723 stanovnika.>

## Vanjske poveznice
|  | Zajednički poslužitelj ima još gradiva o temi Lúka |

- Službena stranica naselja (sl.)